# Jacob Larsson
Jacob Timotheus Larsson, född den 17 maj 1851 i Lund, död den 9 oktober 1940 på Lidingö, var en svensk advokat och politiker (till 1919 liberal, från 1921 socialdemokrat). Han var sjöförsvarsminister 1911–1914.

## Biografi
Larsson tog en hovrättsexamen i Lund 1875, blev vice häradshövding 1879 och verkade som advokat i Lund 1879–1889. Han hade uppdrag som ombudsman i Skånska hypoteksföreningen 1895–1908 och var därutöver flitigt aktiv som styrelseledamot och kommunalman i Lund.
Larsson var riksdagsledamot i andra kammaren 1903–1908 för Lunds valkrets och därefter i första kammaren 1911–1914 för Norrbottens läns valkrets, 1917–1919 för Stockholms läns valkrets samt 1919–1928 för Malmöhus läns valkrets. I riksdagen verkade han främst i statsutskottet och första lagutskottet. Som riksdagsledamot engagerade han sig bland annat mot kyrkans makt över skolväsendet. Han lämnade den liberala riksdagsgruppen 1919 och var vilde 1920, varefter han anslöt sig till socialdemokraterna 1921.
Larsson tillhörde under olika perioder Stats-, Bevillnings- och Bankoutskottet, var 1921–1927 ledamot av Första lagutskottet samt flera särskilda och tillfälliga utskott, bland annat det Lindmanska rösträttsutskottet 1907. Åren 1908–1911 var Larsson ledamot av civilkommissionen. Under sin tid som sjöförsvarsminister var Larsson, tillsammans med regeringschefen Karl Staaff, den som hårdast drabbades av oppositionens ofta rent personliga kritik i samband med Borggårdskrisen. Han var den förste svenske sjöförsvarsministern som inte var militär till yrket.
Jacob Larsson är begravd på Norra kyrkogården i Lund.